# Pasinger Fabrik

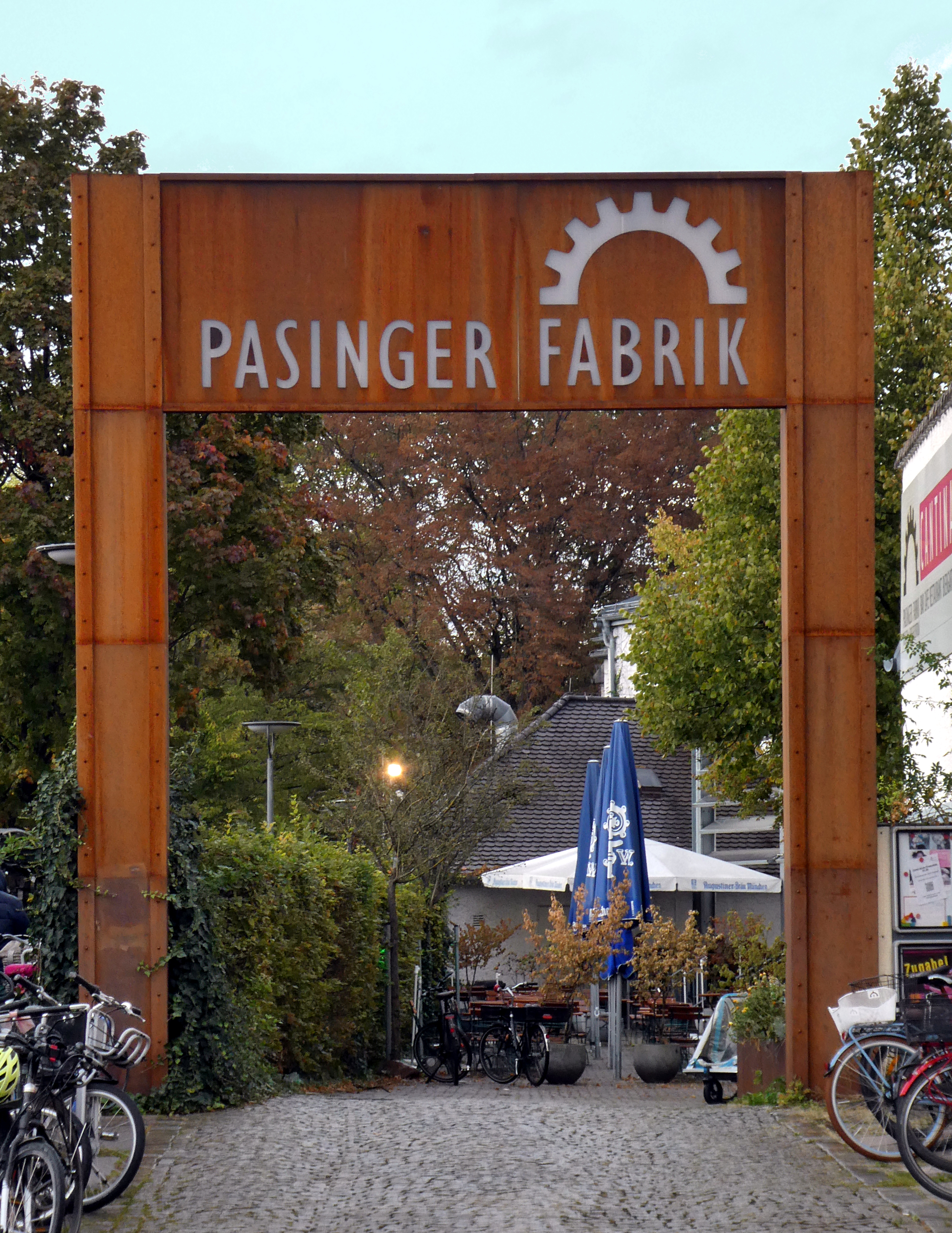
Eingang zur Pasinger Fabrik

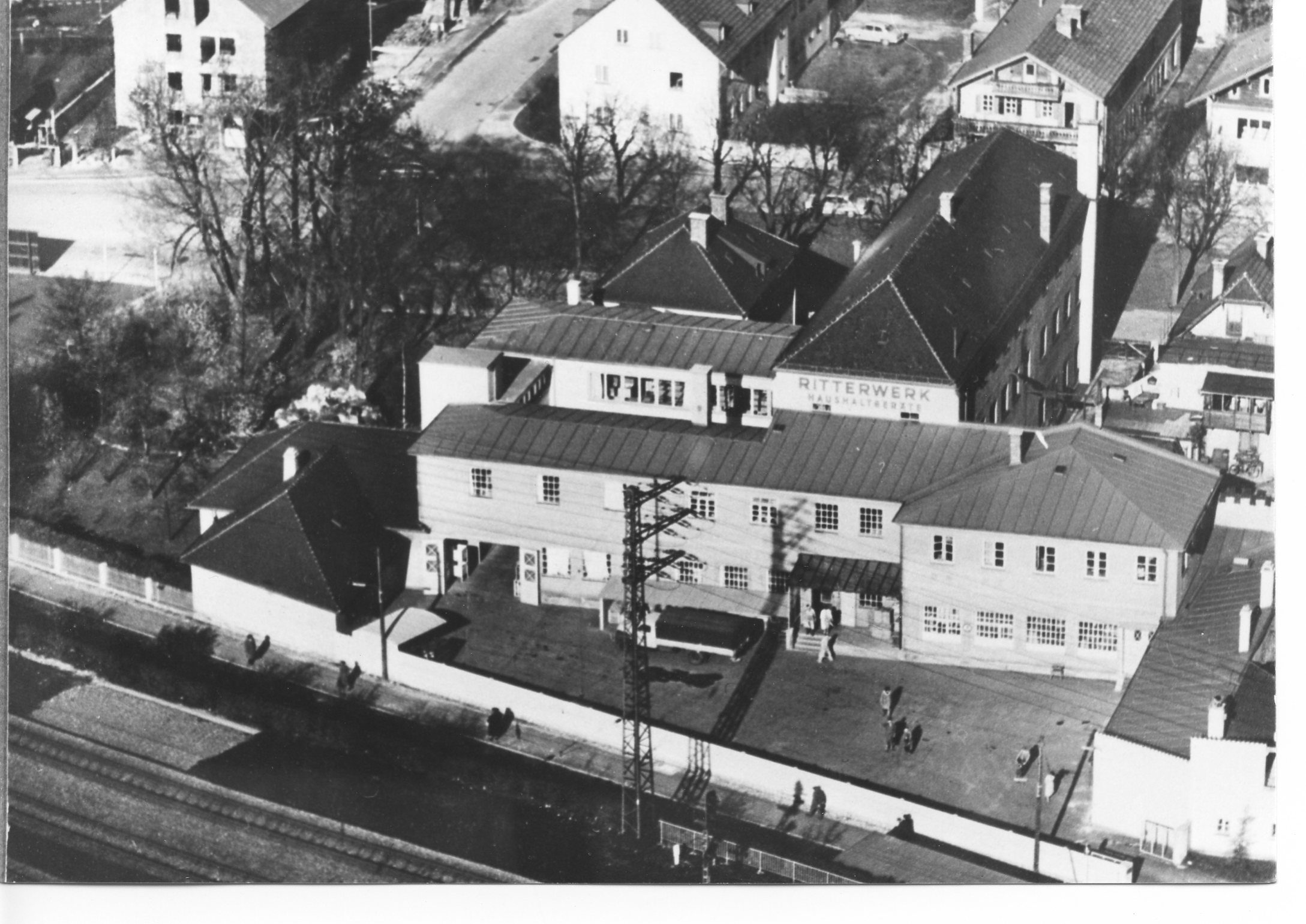
Das Ritterwerk 1962

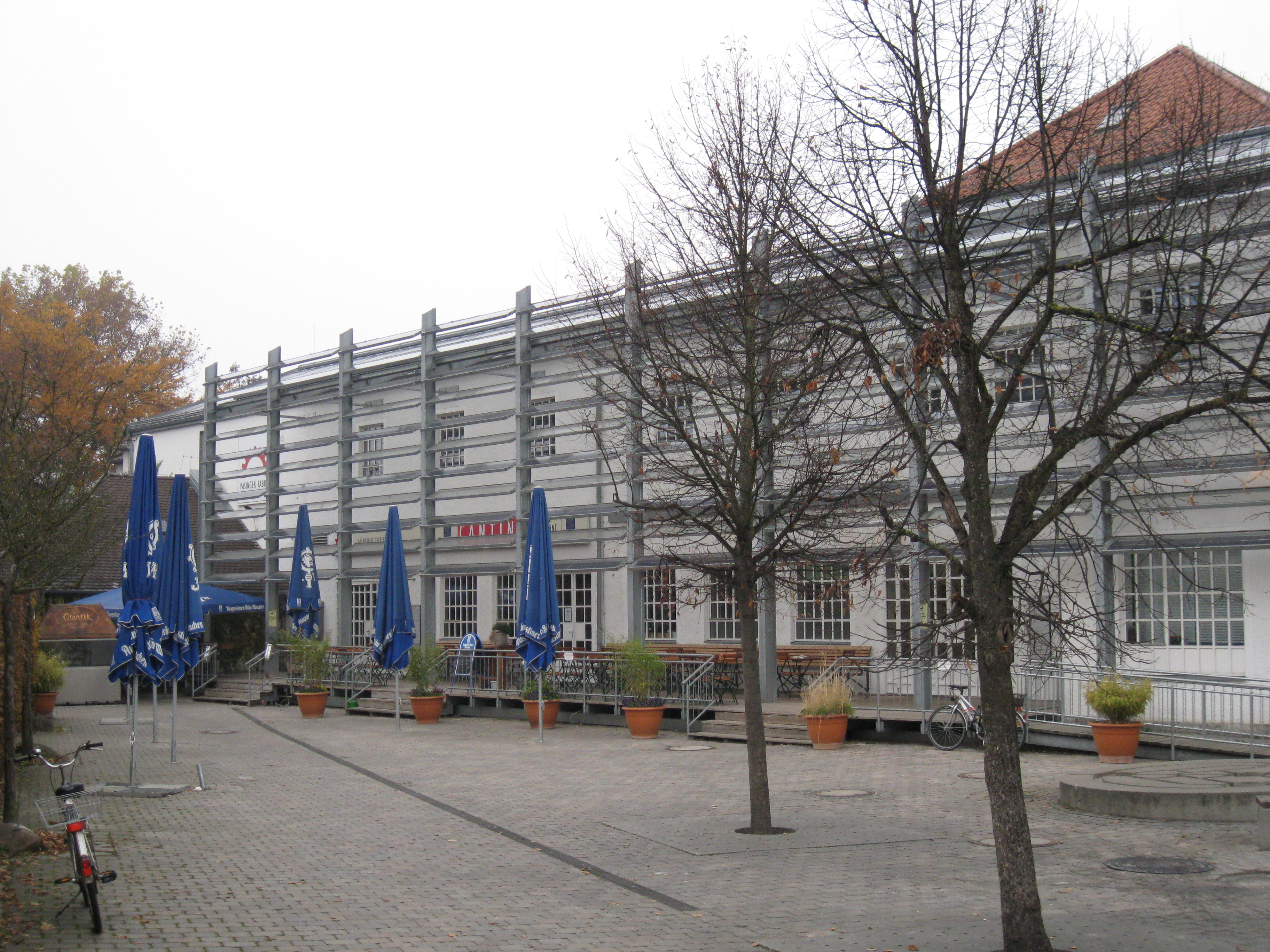
Ansicht des Gebäudes der Pasinger Fabrik

Die Pasinger Fabrik ist Kultur- und Bürgerzentrum im westlichen Münchener Stadtteil Pasing. Die ehemalige Industrieanlage wurde zuerst von der Schuhfabrik Heymann und später vom Unternehmen ritterwerk genutzt.

## Frühere Nutzung als Produktionsstätte
Die Industriegebäude der heutigen Pasinger Fabrik wurden direkt an der nördlichen Seite des Bahnhofs München Pasing mit Villa am Marktplatz 4 erbaut und 1896 durch einen Anbau zum Marktplatz hin verdoppelt. Es war die zweite Pasinger Schuhfabrik, hier wurden Lederschuhe produziert im Gegensatz zur Regensteiner-Schuhfabrik, die Filz- und Tuchschuhe herstellte. Nach einem Brand Neujahr 1904 wurde die Fabrik geschlossen. David Heymann verkaufte sie 1912 an den Haushaltswarenhersteller Ritter. David Heymann, seine Tochter Eugenie, sein Sohn Heinrich und Enkel Gideon wurden Opfer des NS-Regimes und am 25. November 1941 in Kaunas ermordet.
Nachdem das Ritterwerk 1982 nach Gröbenzell umgesiedelt war, kaufte die Stadt München die Grundstücke und Gebäude, um sie einer neuen Nutzung zuzuführen. Zunächst waren pädagogische Einrichtungen untergebracht; zwischenzeitliche Pläne, ein Parkhaus zu bauen, wurden wieder verworfen.

## Kulturzentrum
Gegründet wurde die Pasinger Fabrik im Jahre 1991 als Kultur- und Bürgerzentrum der Landeshauptstadt München. Den kulturellen Auftrag der Fabrik erfüllen die Pasinger Fabrik GmbH unter der Ägide des Kulturreferats sowie das eigenständige Theater Viel Lärm Um Nichts. Georg Blümel war 1995 war Leiter und Gründer des kleinsten Opernhauses von München.
Heute ist die Pasinger Fabrik ein Kulturzentrum, in dem auch ein Restaurant mit Bar für Cafékonzerte, das theater VIEL LÄRM UM NICHTS, die Fabi Paritätische Familienbildungsstätte, das Münchner Kinder- und Jugendforum, die Kinder- und Jugendkulturwerkstatt und die LAG Soziokultur Bayern e. V. untergebracht sind. Soziokultur ist somit ein wichtiges Element der Pasinger Fabrik.
Das Kulturprogramm ist breitgefächert: Neben Theaterensembles, Kabarett- und Kleinkunstgruppen oder Musikern verschiedener Stilrichtungen sind Wechselausstellungen in den großzügig Galerieflächen ein wichtiger Bestandteil der Kulturarbeit.
Das Kulturzentrum bindet durch ein großes Netzwerk viele Kooperationspartner in die Kulturarbeit vor Ort ein, wie etwa die Münchner Volkshochschule, die Münchner Stadtbibliothek, die Münchner Filmwerkstatt, das KünstlerSpectrum Pasing e. V. oder der Pasinger Madrigalchor. Der Träger der Pasinger Fabrik ist das Kulturreferat der Landeshauptstadt München.
In der Programmsparte Münchens kleinstes Opernhaus kommen pro Jahr ein bis zwei Produktionen auf die Bühne, wobei eine bearbeitete, „entstaubte“ Kammerversion eines Repertoire-Klassikers aus dem Bereich Oper oder Operette gespielt wird.

## theater VIEL LÄRM UM NICHTS
Das theater VIEL LÄRM UM NICHTS hat einen wesentlichen Beitrag zur Entstehung der Pasinger Fabrik geleistet und ist dort bis heute beheimatet. Es wurde von Anfang an durch das Kulturreferat der Landeshauptstadt München gefördert und 1996 sowie 1997 als eines der zehn besten Off-Theater des deutschsprachigen Raums auf das Theater Festival Impulse nach Nordrhein-Westfalen mit den Produktionen Wintermärchen (Shakespeare) und Alice D. im Spiegelland (einer Adaption nach Lewis Carroll) eingeladen.
Die Gesellschafter und Gründer sind Margrit Carls und Andreas Seyferth, die sich nach mehrjähriger Arbeit am Stadt-/Staatstheater entschieden, „frei“ zu arbeiten – mit dem Anspruch, die Qualitätsmaßstäbe etablierter Theater mit „einer eigenständigen, eigenwilligen, eigenschöpferischen und gemeinschaftlichen Produktionsweise“ zu verbinden.